# Contia tenuis
Espèce
Synonymes
- Calamaria tenuis Baird & Girard, 1852

Statut de conservation UICN

 LC  : Préoccupation mineure
Contia tenuis est une espèce de serpents de la famille des Dipsadidae.

## Répartition
Cette espèce se rencontre en Californie, en Oregon et au Washington aux États-Unis et en Colombie-Britannique au Canada.

## Description
Les mâles mesurent jusqu'à 321 mm et les femelles jusqu'à 419 mm.

## Publication originale
- Baird & Girard, 1852 : Descriptions of new species of reptiles, collected by the U.S. Exploring Expedition under the command of Capt. Charles Wilkes, U.S.N. First part — Including the species from the western coast of America. Proceedings of the Academy of Natural Sciences of Philadelphia, vol. 6, p. 174-177 (texte intégral).